# Europæisk Rusland
Europæisk Rusland er den del af Rusland, der ligger i Europa, altså typisk afgrænset fra Sibirien ved Uralbjergene og fra Mellemøsten ved Kaukasus.
60°N 50°Ø / 60°N 50°Ø